# 虎門之戰 (1809年)
虎門之戰 （葡萄牙語：Batalha da Boca do Tigre）是指1809年9月至1810年1月之间，驻澳门的葡萄牙舰队与清朝海盜鄭一嫂之间的一系列衝突。何塞·平托·阿尔科福拉多·索萨（José Pinto Alcoforado e Sousa）率领的葡萄牙舰队最終在虎門擊敗鄭一嫂，後者於1810年2月投降。此後鄭一嫂不再從事海盗活动。

## 背景
當時珠江三角洲附近有许多海盗兴起，它们扣押商船，袭击沿海人口勒索財富，但最初并未干扰來自欧洲的商船。这些海盗中影響最大的就是鄭一嫂的紅旗幫，他們在1805年与葡萄牙船只发生冲突，但在1807年5月遭到葡萄牙中尉佩雷拉·巴雷托（Pereira Barreto）的重挫。
随着欧洲爆发拿破仑战争，葡萄牙遭到法國入侵，为了防止澳門落入法国之手，英国人于1808年9月在澳门建立了军事守备部队。但是，他们并未采取任何行动打击海盗。当佩雷拉·巴雷托（Pereira Barreto）調離澳门时，清朝海盗威胁要阻斷澳门人的航運。1809年9月上旬，海盗扣押了一艘来自帝汶的葡萄牙商船，並炸死了所有船员。因此，澳門市政廳（Leal Senado）決定派出三艘武裝船隻，由炮兵队长何塞·平托·阿科福拉多·德·阿塞维多·索萨（José Pinto Alcoforado e Sousa）指挥，对海盗进行征討。一艘英国护卫舰在葡屬澳門當局的要求下同意协助打击海盗。

## 第一次衝突，1809年9月15日

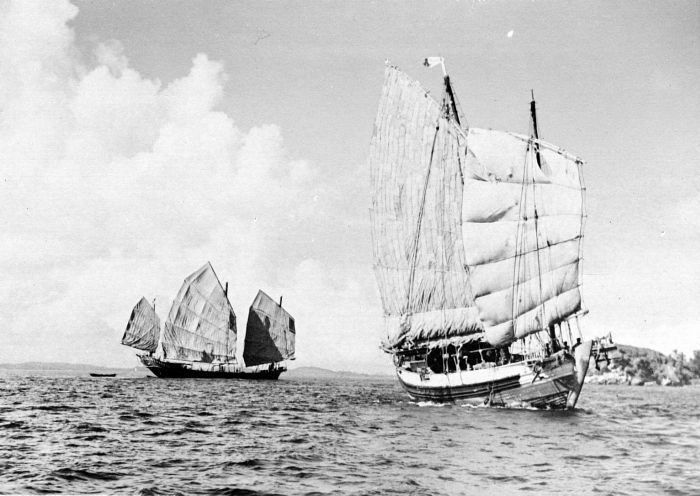
老闸船

葡萄牙的船隻Princesa Carlota和Belisário在1809年9月离开澳门寻找海盗船。尽管英国护卫舰同意协助作战，但它仍停留在澳門港口，没有对海盜采取进一步行动。Princesa Carlota和Belisário由Leão負責提供補給，Leão在补给期间遭到海盗的攻击，但由于葡萄牙人的火力，海盜遭到击退。第二天，Leão被海盜的16艘戎克船伏击，损失惨重，不得不返回澳门。第二天Leão又加入了Princesa Carlota和Belisário的隊伍中。9月15日，葡萄牙人與紅旗幫的海盗张保仔的约200艘船隻發生正面衝突。一场激烈的炮战沉重打擊了海盜。到了日落时分，海盗们开始四處逃散，葡萄牙人返回澳门。這次葡萄牙胜利后，清朝官方特使于11月23日抵达澳门，向葡萄牙提议联合行动，葡萄牙同意出動6艘船，清政府则出動60艘船一同打擊海盗。

## 第二次衝突，1809年11月29日

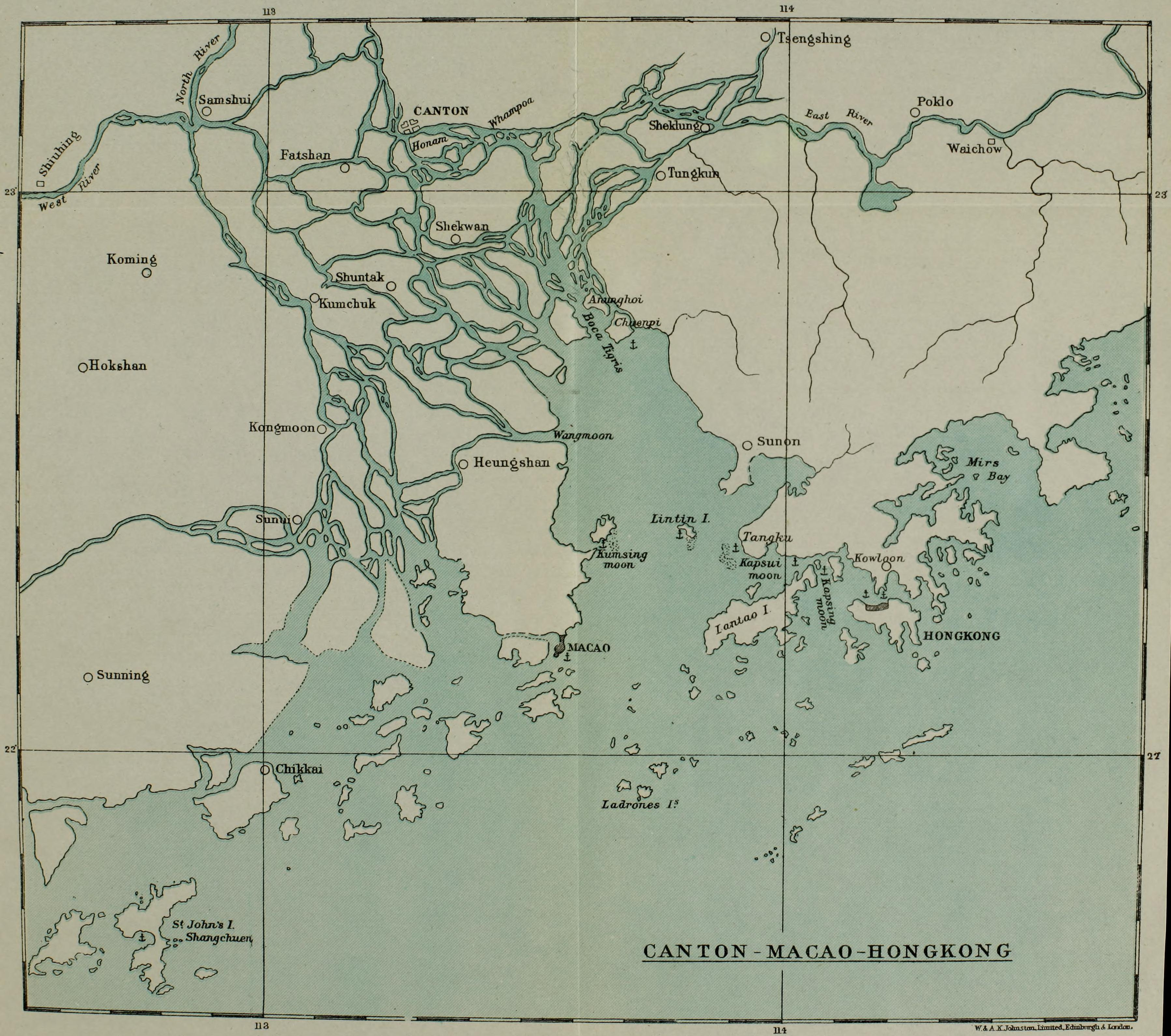
珠江三角洲地圖，圖中顯示Bocca Tigris 的地方為虎門，葡萄牙人與海盜曾在此激烈衝突

澳门总督卢卡斯·何塞·德·阿尔瓦伦加（Lucas Joséde Alvarenga）下令澳门的监察长米格尔·何塞·德·阿里亚加·布鲁姆·达席尔维拉组建一支中队与海盗作战，阿里亚加迅速安排了另外四艘战舰與Princesa Carlota和Belisário一同前去征討海盜。11月29日，葡萄牙舰队出发前往虎门海峡与清舰队联系，但由于海盗很可能意识到这一點，於是他们试图拦截葡萄牙人並發生衝突。葡萄牙和清朝海盗的衝突時間持續了大约9个小时，直到海盗有15艘船隻沉沒，數艘船隻受损而撤退。後來海盗重新集结，又尝试与葡萄牙人再次交战，结果遭受了更多的损失。由于清军没有按約定前來與葡萄牙人一同作戰，葡萄牙人回到了澳门。

## 第三次衝突，1809年12月和1810年1月

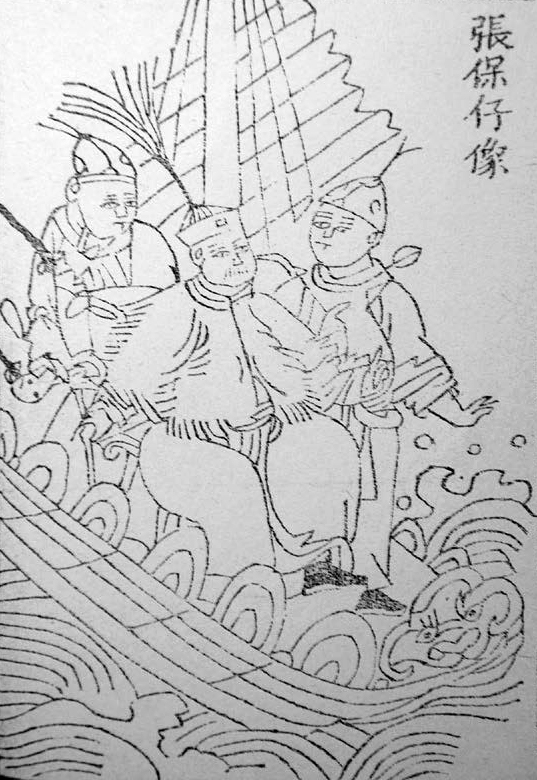
一個描寫張保仔的版畫

12月11日，张保仔率領整个海盜船隊來到澳门附近，要亲自与葡萄牙人決一死戰。葡萄牙人出海攻擊，海盗又损失了15艘船隻，然后再次撤退。这次失败后不久，张保仔向葡萄牙人提出和談，但葡萄牙人拒绝。之後紅旗幫又遭受了沉重打击，其盟友黑旗幫開始背叛並倒向清朝這一邊。
1月3日至4日，葡萄牙人與海盜再次衝突，海盜遭受更多損失。1月21日，张保仔动员了他的整个船队，共有300多艘船，1500支枪和20,000名人员，攻擊停留在大屿山的體型較小的葡萄牙船隻。尽管海盜船隻數量龐大，但海盗船队实际上在机动方面遇到麻煩，以至於誤傷自己友軍。另一方面，葡萄牙船隻又可以精确地向海盜船发射炮弹。不過，葡萄牙船隻Conceição搁浅，冒着被众多海盜登船的危险。在另一艘葡萄牙船隻Carlota的协助下，Conceição撤退，後來又重新参加了战斗。最终，葡萄牙人注意到海盜船隊的正中央是一艘非常大的船隻，於是葡萄牙人用大炮向其猛攻，直到它沉没为止。看到大船隻沉沒后，海盗船队撤退了，其中大部分船隻撤退到了一個水深較浅的河中，由于葡萄牙船隻吃水較深，他們无法駛入。
葡萄牙人將河口封锁，海盗船队最终被困在里面。

## 結局

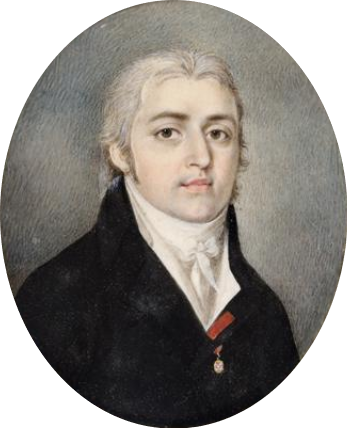
。作为清朝政府和海盗之间的调解人，最終讓海盜加入清朝水師。

在封锁了两周后，张保仔终于向葡萄牙人投降。2月21日，海盗签署了一项和平条约，他们同意臣服於清朝皇帝。作为交换，在米格尔·何塞·德·阿里亚加·布鲁姆·席尔维拉的建议下，张保仔得以加入清朝水師，並參與圍剿其他海盜。
4月20日，张保仔將剩餘的280艘船，2,000支枪和25,000多名人员交由清朝控制。

## 另見
- 鄭一嫂
- 海盗